# Kosta Lukács
Kosta Lukács (Budapest, 1943 – München, 1993) szintó cigány származású magyar jazzgitáros Ausztriában és Németországban is legendássá vált jazzgitáros. Olyan nagy sztárokkal játszott együtt, mint Chet Baker.

## Élete
Zenész – artista családban született, édesapja kiváló hárfás volt, rokoni szálak fűzték Bacsik Elekhez és Snétberger Ferenchez 1956-ban Lengyelországban vendégszerepeltek, ahonnan a forradalom hírére Bécsbe utaztak, ahol Kosta már nagyon fiatalon jó nevű jazzgitárossá vált. Fellépett az osztrák TV éjszakai zenés műsorában is. Mivel Ausztriában éjszakai műsorban nem játszhatott kiskorú művész, meghamisították a születési anyakönyvi kivonatát. Ettől kezdve ő maga sem tudta a pontos születési dátumát, anyakönyvi neve valószínűleg Snétberger Konstantin.
Bécsben rendszeresen játszott az ott fellépő világsztárokkal. Egy alkalommal játszott Oscar Petersonnal is, aki el akarta vinni magával Amerikába, de édesanyja a fiatal kora miatt nem engedte el. 1969-ben „Mr. Guitar” címmel lemeze jelent meg a német Center kiadónál. Később Münchenben telepedett le. Ebben az időben járt le a menekültpapírja, amit nem hosszabbított meg időben, és ezért nem hagyhatta el a várost. Bár ezekben az években is olyan világsztárokkal játszott mint Chet Baker, utazási problémája miatt nem vált állandó taggá egyik művész zenekarában sem. 1993-ban szegényes körülmények között hunyt el.

## Hang és kép
- - Kosta Lukács Gitározik
- - Kosta Koncert Hamburg 1980
- - Kosta Lukács Trió

## Diszkográfia
- 1969 : Mr. Guitar (Center)
- The Hammond Beat Boys / Kosta Lukacs Group (Europhon Record)